# АС Нанси
АС Нанси-Лорен (на френски: L'Association Sportive Nancy-Lorraine) е френски футболен клуб, от град Нанси, състезаващ се във френската Лига 1. Отборът е основан през 1967 г. като наследник на бившия ФК Нанси, разформирован през 1965 г.
В периода от 1973 до 1979 година цветовете на клуба защитава легендата на френския футбол Мишел Платини.

## История
През сезон 2005 – 06 Нанси печели Купата на Френската лига, като по този начин се класира за участие в турнира за Купата на УЕФА.
Първият му съперник е немския Шалке 04. След загуба като гост с 1:0 и победа с 3:1 в реванша, Нанси влиза в групите на УЕФА.
Жребият го противопоставя с отборите на Висла Краков, Блекбърн, ФК Базел и Фейенорд.
В първия мач Нанси побеждава Висла у дома с 2:1. В следващия мач с Базел в Швейцария завършва наравно 2:2. На 30 ноември 2006 Нанси е домакин на Фейенорд. От Ротердам пристигат 1200 холандски фенове. В 80-а минута на мача (при резултат 3:0 за домакините), те разбиват предпазните заграждения за да провокират френските фенове. Мачът е прекъснат в 80-а минута, а френската полиция използва сълзотворен газ. Безредиците по трибуните продължават 30 минути и в крайна сметка срещата е прекратена. 
Нанси печели с 3:0, а Фейенорд е изваден от участие в турнира за Купата на УЕФА за следващия сезон.
В крайното класиране на групите, Нанси завършва на второ място и в следващия кръг среща Шахтьор Донецк. След равенство 1:1 в Украйна, французите се виждат вече победители, но допускат загуба у дома с 0:1 и отпадат от по нататъшно участие в турнира.
През сезон 2008/09 Нанси завършва на 4-то място във френския шампионат и отново се класират за Купата на УЕФА. В първия кръг играят срещу Мъдъруел от Шотландската премиър лига. На 18 септември Нанси печели у дома с 1:0. В реванша постига втора победа с 2:0 и отново влиза в групите на УЕФА. Там ще мери сили с отборите на ЦСКА Москва, Депортиво Ла Коруня, Фейенорд и Лех Познан.

## Успехи
- Лига 2
  - Шампион (4): 1975, 1990, 1998, 2005
  - Вицешампион (1): 1970
- Купа на Франция
  - Носител (1): 1978
- Купа на Френската лига
  - Носител (1): 2006

## Известни бивши футболисти
- Мишел Платини
- Тони Каскарино
- Пабло Кореа
- Мустафа Хаджи
- Роже Ламер
- Бруно Мартини
- Александър Заваров

## Бивши треньори
- Арсен Венгер
- Еме Жаке